# 凤凰镇 (吉安县)
凤凰镇，是中华人民共和国江西省吉安市吉安县下辖的一个乡镇级行政单位。

## 行政区划
凤凰镇下辖以下地区：
凤凰社区、凤凰村、屋场村、车头村、石塘村、钱塘村、村前村、曾家坊村、仓下村、土洲村、九龙村、康家村、曲塘村和龙陂村。